# Дранко Микола Степанович
Микола Степанович Дранко (1937 — вересень 1985, місто Донецьк) — радянський діяч, секретар Донецького обласного комітету КПУ, 1-й секретар Донецького міського комітету ЛКСМУ.

## Біографія
Освіта вища. Член КПРС.
У 1961—1965 роках — 1-й секретар Донецького міського комітету ЛКСМУ.
У 1965 — червні 1968 року — завідувач організаційного відділу Донецького міського комітету КПУ.
У червні 1968 — грудні 1970 року — секретар Донецького міського комітету КПУ.
У 1970—1977 роках — секретар Донецької обласної ради профспілок.
У 1977 — 29 жовтня 1982 року — завідувач відділу організаційно-партійної роботи Донецького обласного комітету КПУ.
29 жовтня 1982 — вересень 1985 року — секретар Донецького обласного комітету КПУ.
Помер у вересні 1985 року в Донецьку.

## Нагороди
- орден Трудового Червоного Прапора
- ордени
- медалі